# Közpolitika
Közpolitika: általánosan úgy tudjuk definiálni, mint az állam által végzett cselekvés folyamata meghatározott probléma megoldására. A kormány irányítási funkciója az általa bevethető (pl. jogi) eszközökön keresztül. Bármely társulásnak lehet valami közös java, a közjó fogalma azonban az emberek legátfogóbb politikai társulásához kötődik. 
A közjó (bonum commune) fogalma legáltalánosabb értelemben azokra a javakra utal, amelyek az egyének számára indokolttá és egyéni törekvéseik szempontjából engedmények tételére és áldozatok meghozatalára érdemessé is teszik a másokkal való tartós együttműködést. Ebben az értelemben a közjó az egyes emberek 1.) céljaival, illetve azok elérésének 2.) módjával kapcsolatos. Miközben az emberek elsősorban saját céljaikat követik, belátják, hogy csak másokkal társulva és együttműködve érhetik el azokat. Ezen együttműködés érdekében azonban el kell fogadniuk bizonyos feltételeket. A közjó ezért, először is, azokat a feltételeket jelenti, amelyek lehetővé teszik a másokkal való együttműködést. Ilyen feltétel egyebek mellett a közösség békéje és rendje, valamint a rend felbontására irányuló belső törekvésekkel és külső támadásokkal szembeni védelme. Hisz mindenki számára jó, azaz "közös jó" az, ha rendezett, kiszámítható és biztonságos körülmények közt törekedhet egyéni céljai felé. E feltételek biztosításában az államnak és a jognak kitüntetett szerepe van, ám azokat távolról sem csupán az állam vagy a jog hozza létre.
Arisztotelész írásaiban a közjó még csak az államhoz, s az állami rend kialakításában döntő szerepet játszó joghoz tartozó fogalom. Nem beszélhetünk közjóról az államon belüli jogszerűtlen társulásokban, a régi „rablóbandákban”, melyekre már Hippói Szent Ágoston utal. 
A közjó fontossága egyre nyilvánvalóbbá vált a törvények megfogalmazása során. Egyes gondolkodók szerint a törvény - például Aquinói Szent Tamás felfogása szerint -, fogalma szerint a közjóra irányul, amiből az is következik, hogy nem lehet jó törvény, amely nem ilyen. Ebből aztán talán arra is következtethetünk, hogy az, ami nem a közjót veszi célba, a lelkiismeret színe előtt nem kötelez. Abból persze, hogy a közjónak az állam életében sokféle szerepe van, nem következik – mint egyesek gondolják, és felelőtlenül terjesztik –, hogy bármit igazolni lehet vele. 
A közjóra történő burjánzó utalgatások általában annak a divatos relativizmusnak a termékei, ami szerint a közjó tartalma „történelmi koronként, kultúránként, közösségenként változhat, [és] változik [is]”, s ezért „lehetetlen részletesen felleltározni, számba venni”. E tartalom megállapítása már csak azért sem lehetetlen, mert elemeit évszázadok óta valamiféle állandóság jellemzi, és jelentős gondolkodók komoly erőfeszítéseket tettek megállapítása érdekében 
A 20. század elején a pragmatizmust képviselő filozófus, John Dewey tanaira hivatkozva úgy definiálták, mint „a köz és annak problémái ” (John Dewey: The Public and its Problems, Holt Publisher, USA, 1927). Első nagy politikai filozófiával foglalkozó munkájában Dewey ezért választ keres arra, hogy egy valóban életképes demokrácia változó adottságokkal hogyan teremthető meg? Bár munkája nem jelent még meg magyar nyelven, a pragmatista politikafilozófia nagyjaként máig hatással van a magyar politikai kultúrára is. Művében a "közjó" mibenléte mellett egyaránt foglalkozik a "nyilvánosság" és az "állam" fogalmával, azok fejlődésével. Műveiben levonja a következtetést, hogy a demokrácia a 1.) nyilvánosságtól, az 2.) oktatástól, a 3.) hatékony kommunikációtól és a 4.) decentralizált lokalizmustól függ. Dewey lelkes demokrata volt, aki még 1888-ban voksolt emellett, a közjó megítélése mégis jelentős változáson ment keresztül napjainkig.  
Később a 20. század végére egy újabb megközelítés alakult ki, amely azt vizsgálja, hogy mi, hogyan és miért befolyásolja az államot annak cselekvései során? Szélesre tárul a közgondolkodásról szóló vita és újabb szempontokat emelnek be a politikai diskurzusba. A közpolitika fogalomkörébe ma már számos probléma tartozik: például bűnözés, oktatás, egészségügy, külpolitika, szociális ellátás.
A közpolitika formálása egy igen összetett és sokszereplős folyamat. Abban mindegyik gondolkodó egyetért, hogy ennek kapcsán számos egyén és csoport véleményét és tevékenységét szükséges figyelembe venni a döntéshozatal előtt.
A közpolitika legfőbb szereplői: politikusok, parlamenti képviselők; közigazgatási szervek (központi, helyi); bíróságok; ombudsman; független hatóságok.
A magyar közpolitika fő kihívásai példaként: elöregedő társadalom, népesség csökkenése, aktív népesség számának csökkenése, munkanélküliség rátája, hitelek visszafizetése, államadósság.